# Liga de Italia de balonmano
La Serie A Gold de Italia (balonmano) es un torneo organizado por la Federación Italiana de Balonmano, que se lleva a cabo ininterrumpidamente desde la temporada 1969/70. A lo largo del tiempo tuvo nombres como Serie A, la Serie A1 y Serie A Elite. En 2022 cambió su nombre en la Serie A Gold. 
Se desarrolla en dos fases: la primera, en la que los 14 equipos participantes se enfrentan en la temporada regular, que se disputa generalmente de octubre a abril de cada año, a partir de ello se determinaran los descenso a la segunda división y los clasificados a Play-offs.
Las divisiones de ascenso son, la Serie A Silver, divididos en dos grupos también de carácter nacional y la Serie B (tercera y última división), que se organiza en grupos geográficos regionales.
El equipo que ha ganado más títulos es el Pallamano Trieste, con 17; el campeón actual es el Junior Fasano

## Palmarés
- 1970 : Buscaglione Roma
- 1971 : Flaminio Genovesi Roma
- 1972 : CUS Verona
- 1973 : C.S. Esercito Roma
- 1974 : HC Rovereto
- 1975 : HC Rovereto (2)
- 1976 : Pallamano Trieste
- 1977 : Pallamano Trieste (2)
- 1978 : HC Rovereto (3)
- 1979 : Pallamano Trieste (3)
- 1980 : HC Rovereto (4)
- 1981 : Pallamano Trieste (4)
- 1982 : Pallamano Trieste (5)
- 1983 : Pallamano Trieste (6)
- 1984 : HC Scafati
- 1985 : Pallamano Trieste (7)
- 1986 : Pallamano Trieste (8)
- 1987 : CC Ortigia Siracusa
- 1988 : CC Ortigia Siracusa (2)
- 1989 : CC Ortigia Siracusa (3)
- 1990 : Pallamano Trieste (9)
- 1991 : SSV Brixen Handball
- 1992 : SSV Brixen Handball (2)
- 1993 : Pallamano Trieste (10)
- 1994 : Pallamano Trieste (11)
- 1995 : Pallamano Trieste (12)
- 1996 : Pallamano Trieste (13)
- 1997 : Pallamano Trieste (14)
- 1998 : Pallamano Prato
- 1999 : Pallamano Prato (2)
- 2000 : Pallamano Trieste (15)
- 2001 : Pallamano Trieste (16)
- 2002 : Pallamano Trieste (17)
- 2003 : Pallamano Conversano
- 2004 : Pallamano Conversano (2)
- 2005 : SC Merano
- 2006 : Pallamano Conversano (3)
- 2007 : Handball Casarano
- 2008 : Handball Casarano (2)
- 2009 : Handball Casarano (3)
- 2010 : Pallamano Conversano (4)
- 2011 : Pallamano Conversano (5)
- 2012 : SSV Bozen Loacker
- 2013 : SSV Bozen Loacker (2)
- 2014 : Junior Fasano
- 2015 : SSV Bozen Loacker (3)
- 2016 : Junior Fasano (2)
- 2017: SSV Bozen Loacker (4)
- 2018: Junior Fasano (3)
- 2019: SSV Bozen Loacker (5)
- 2020: No finalizado
- 2021: Pallamano Conversano (6)
- 2022: Pallamano Conversano (7)
- 2023:Junior Fasano (4)
- 2024: Junior Fasano (5)